# 岡村創太
岡村 創太（おかむら そうた、1977年2月4日 - ）は、北海道出身の元スキージャンプ選手。

## プロフィール
札幌市立札苗中学校 - 東海大四高を経て1995年4月雪印乳業入社。
他の選手よりも一際広く開くV字スタイルと美しいテレマーク着地が特徴だった。
1995年、高校3年時のノルディックスキージュニア世界選手権では団体戦で銅メダルを獲得。
2000/2001シーズンは特に好調で1月28日のW杯札幌大会で自己最高の19位を記録、W杯とコンチネンタルカップの海外遠征に派遣され、コンチネンタルカップでは優勝1回を含む一桁順位9回を記録した。
2008年3月の第9回伊藤杯シーズンファイナル大倉山ナイタージャンプ大会を最後に現役引退。

## 主な競技成績
- 1995.03.02(木)　ノルディックスキージュニア世界選手権（スウェーデン・ガリバレ）団体銅メダル（池田義治 88.0m,89.0m、吉岡和也 90.5m,77.0m、宮崎優 85.5m,90.0m、岡村創太 84.5m,79.0m)
- 1995.03.17(金)　第19回伊藤杯 宮の森ナイタージャンプ大会　優勝
- 1997.03.16(日)　第31回雪印杯全日本ジャンプ旭川大会成年組　優勝
- 2001.02.17(土)　FISコンチネンタルカップ（アメリカ・アイアンマウンテン）優勝
- 2005.01.08(土)　第46回雪印杯全日本ジャンプ大会成年組　優勝